# Hans Hecker (Offizier)
Hans Hecker (* 26. Februar 1895 in Duisburg; † 1. Mai 1979 in Hann. Münden) war ein deutscher Generalmajor im Zweiten Weltkrieg.

## Leben
Hans Hecker besuchte das Evangelisch Stiftische Gymnasium Gütersloh, wo er 1914 wegen des Ausbruchs des Ersten Weltkriegs die Not-Reifeprüfung ablegte. Er trat am 2. August 1914 als Fahnenjunker in das Feldartillerie-Regiment 33 ein. Am 18. Juli 1915 wurde er im Pionier-Bataillon 16 zum Leutnant befördert. Am 19. März 1919 wurde er aus der Armee verabschiedet.
Am 1. Januar 1924 wurde er als Leutnant mit Patent zum 1. Juli 1917 in die Reichswehr übernommen und kam zum Pionier-Bataillon 6. Er war, ab 1. April 1925 Oberleutnant, 1930 beim Wehrkommando I Marienburg (Westpreußen).
In der Wehrmacht wurde er, ab 1. Oktober 1936 Major, am 10. November 1938 Kommandeur des Pionier-Bataillons 29 (Hannover Münden) bei der 29. Infanterie-Division. Mit der Division nahm er am Überfall auf Polen und später am Westfeldzug teil, bevor er nach Russland ging. Als Oberstleutnant (Beförderung am 1. April 1940) und Kommandeur des Pionier-Bataillons 29 bei der 29. Infanterie-Division erhielt er am 5. August 1940 das Ritterkreuz des Eisernen Kreuzes verliehen. Am 1. Juni 1941 wurde er in der Führerreserve zum Oberst befördert.
Anschließend wurde er nach Afrika kommandiert und war ab 15. Januar 1942 Pionierführer bei der Panzergruppe Afrika. Vom 31. August bis 9. September 1942 wurde Hecker mit der Führung der 164. leichte Afrika-Division beauftragt. Anfang Dezember 1942 wurde er in die Führerreserve versetzt. Anfang 1943 war er kurz mit der Führung der 345. Infanterie-Division beauftragt, welche aber bereits zum 1. März 1943 in die 29. Infanterie-Division umbenannt wurde. Anschließend wurde er Kommandant der Panzertruppenschule Krampnitz.
Vom 23. Februar 1944 bis 11. April 1944 war er als Vertreter für Generalleutnant Smilo Freiherr von Lüttwitz mit der Führung der 26. Panzer-Division beauftragt, war aber im März 1944 mit der Führung der 3. Panzergrenadier-Division, welche in Italien stand, beauftragt worden, welche er dann ab 25. Juni 1944, nachdem er am 1. Juni 1944 zum Generalmajor befördert worden war, kommandierte. Am 3. Oktober 1944 gab er das Kommando ab.
Ab April 1945 war er letzter Kommandeur der 4. Panzer-Division. Die Division begab sich zu Kriegsende in sowjetische Kriegsgefangenschaft, Hecker konnte diese aber umgehen, vermutlich durch die Evakuierung über die Ostsee.